# Hubert Gaisbauer
Hubert Gaisbauer (né le 22 janvier 1939 à Linz) est un journaliste et animateur de radio autrichien.

## Biographie
Hubert Gaisbauer passe son enfance à Hagenberg im Mühlkreis et fréquente le Petrinum Linz puis étudie la littérature et le théâtre à Vienne.
De 1963 jusqu'à sa retraite en 1999, Gaisbauer travaille pour l'ORF. Après la réforme de l'ORF en 1966, il est chargé des programmes pour la jeunesse et lance Ö3-Musicbox. En 1970, il devient chef du département nouvellement créé " Société-Jeunesse-Famille". En 1984, il commence l'émission de biographies Menschenbilder. En 1989, il est rédacteur du département Religions. Il écrit deux livres sur le pape Jean XXIII.

## Livres (en allemand autrichien)
- Ein Heiliger kann jeder werden. Lebendig glauben mit Johannes XXIII., Tyrolia-Verlag 2014 (ISBN 978-3-7022-3326-6)
- Schonungslos zärtlich. Menschen – Bilder – Gedanken, Tyrolia-Verlag 2019 (ISBN 978-3-7022-3735-6)
- Ruhig und froh lebe ich weiter. Älter werden mit Johannes XXIII. Tyrolia-Verlag, Innsbruck 2011 (ISBN 978-3-85351-234-0)